# Championnats d'Europe de badminton 1992
Navigation
Moscou 1990 Bois-le-Duc 1994
Les championnats d'Europe de badminton 1992, treizième édition des championnats d'Europe de badminton, ont lieu du 12 au 18 avril 1992 à Glasgow, en Écosse.

## Médaillés
| Épreuve       | Or                                  | Argent                                    | Bronze                               |
| ------------- | ----------------------------------- | ----------------------------------------- | ------------------------------------ |
| Simple hommes | Poul-Erik Høyer Larsen              | Thomas Stuer-Lauridsen                    | Peter Espersen                       |
| Simple hommes | Poul-Erik Høyer Larsen              | Thomas Stuer-Lauridsen                    | Anders Nielsen                       |
| Simple dames  | Pernille Nedergaard                 | Camilla Martin                            | Lim Xiaoqing                         |
| Simple dames  | Pernille Nedergaard                 | Camilla Martin                            | Elena Rybkina                        |
| Double hommes | Jon Holst Christensen / Thomas Lund | Jan Paulsen / Henrik Svarrer              | Pär-Gunnar Jonsson / Peter Axelsson  |
| Double hommes | Jon Holst Christensen / Thomas Lund | Jan Paulsen / Henrik Svarrer              | Stephan Kuhl / Stefan Frey           |
| Double dames  | Lim Xiaoqing / Christine Magnusson  | Marlene Thomsen / Lisbeth Stuer-Lauridsen | Sara Sankey / Gillian Gowers         |
| Double dames  | Lim Xiaoqing / Christine Magnusson  | Marlene Thomsen / Lisbeth Stuer-Lauridsen | Maria Bengtsson / Catrine Bengtsson  |
| Double mixte  | Thomas Lund / Pernille Dupont       | Jon Holst Christensen / Grete Mogensen    | Ron Michels / Sonja Mellink          |
| Double mixte  | Thomas Lund / Pernille Dupont       | Jon Holst Christensen / Grete Mogensen    | Pär-Gunnar Jonsson / Maria Bengtsson |
| Par équipes   | Suède                               | Danemark                                  | Angleterre                           |

## Tableau des médailles
| Rang | Pays                              | Médaille d'or | Médaille d'argent | Médaille de bronze | Total |
| ---- | --------------------------------- | ------------- | ----------------- | ------------------ | ----- |
| 1    | Danemark                          | 4             | 6                 | 1                  | 11    |
| 2    | Suède                             | 2             | 0                 | 4                  | 6     |
| 3    | Angleterre                        | 0             | 0                 | 3                  | 3     |
| 4    | Allemagne                         | 0             | 0                 | 1                  | 1     |
| 4    | Pays-Bas                          | 0             | 0                 | 1                  | 1     |
| 4    | Communauté des États indépendants | 0             | 0                 | 1                  | 1     |